# Recollections
Recollections (иногда с подзаголовком The Best of Judy Collins) — сборник лучших песен американской певицы Джуди Коллинз, выпущенный в 1969 году на лейбле Elektra Records.

## Об альбоме
С начала своей работы с Elektra Records в 1961 году Коллинз записала семь студийных альбомов, а пластинка Wildflowers 1967 года и песня «Both Sides Now» с него стали настоящими хитами в чартах, заняв лидирующие позиции. На волне успеха лейбл инициирует выпуск первого серьёзного сборника лучших песен певицы; интересно, что туда включили как студийные, так и концертные записи. В том же году лейбл выпустил переиздание альбома под названием Judy с другой обложкой, но таким же трек-листом.

## Отзывы критиков
Американские СМИ благоприятно приняли диск. Billboard с удовлетворением отметил, что содержание сборника полностью соответствует аннотации на конверте пластинки как об особой коллекции самых востребованных мелодий певицы: «Каждая из них прекрасна, каждая следующая более захватывающая, чем предыдущая; а мисс Коллинз в своём неповторимом душевном стиле усиливает их всех». Record World разместил обзор на компиляцию прямо на титульной обложке своего номера за 6 сентября 1969 года в числе самых значимых релизов недели. Дон Хекман из Stereo Review написал: «Джуди Коллинз записала эти треки, когда большинство наблюдателей рассматривали её как Джоан Баэз второго плана. На мой вкус, голос Джуди всегда был более привлекательным из двух, возможно, грубее, но более женственным, и в нём отсутствовало булькающее вибрато, которое поклонники Баэз находят таким привлекательным. И всё же можно понять, почему звезда мисс Коллинз не была первой величины. Хотя она выбирала отличный материал, она была интерпретирующей исполнительницей с уважением к народному искусству. Совсем недавно мисс Коллинз обратилась к значительно более авантюрным областям, написав свой собственный материал и найдя другие произведения, которые, хотя и основаны на фолке, выходят далеко за рамки знакомых аккордов и простых мелодий. Я нахожу чрезвычайно привлекательной современную Джуди Коллинз, одну из по-настоящему прекрасных художниц современности. Recollections повествуют о необходимом этапе развития этого мастерства. Это может быть так же привлекательно, как ностальгически задумчивый взгляд на просторы собственного прошлого».

## Список композиций
| №                   | Название                                              | Автор(ы)                      | Длительность |
| ------------------- | ----------------------------------------------------- | ----------------------------- | ------------ |
| 1.                  | «Pack Up Your Sorrows»                                | Ричард Фаринья, Паулин Марден | 3:10         |
| 2.                  | «Tomorrow Is a Long Time»                             | Боб Дилан                     | 4:04         |
| 3.                  | «Early Morning Rain»                                  | Гордон Лайтфут                | 3:10         |
| 4.                  | «Anathea»                                             | Лидия Вуд                     | 4:00         |
| 5.                  | «Turn! Turn! Turn! (To Everything There Is a Season)» | народная                      | 3:35         |
| 6.                  | «Daddy You’ve Been on My Mind»                        | Боб Дилан                     | 2:52         |
| 7.                  | «Mr. Tambourine Man»                                  | Боб Дилан                     | 5:20         |
| 8.                  | «Winter Sky»                                          | Билли Эдд Уилер               | 3:44         |
| 9.                  | «The Last Thing on My Mind»                           | Том Пакстон                   | 3:25         |
| 10.                 | «The Bells of Rhymney»                                | Идрис Дэвис, Пит Сигер        | 4:04         |
| 11.                 | «Farewell (Fare Thee Well)»                           | Боб Дилан                     | 3:25         |
| Общая длительность: | Общая длительность:                                   | Общая длительность:           | 40:49        |

## Позиции в хит-парадах
| Хит-парад (1969)              | Высшая позиция | Пребывание |
| ----------------------------- | -------------- | ---------- |
| США (Billboard 200)           | 29             | 29 недель  |
| США (Cash Box Top 100 Albums) | 26             | нет данных |